# Chrysopodes poujadei
Chrysopodes poujadei är en insektsart som först beskrevs av Navás 1910.  Chrysopodes poujadei ingår i släktet Chrysopodes och familjen guldögonsländor. Inga underarter finns listade i Catalogue of Life.